# Senna atomaria
Senna atomaria är en ärtväxtart som först beskrevs av Carl von Linné, och fick sitt nu gällande namn av Howard Samuel Irwin och Rupert Charles Barneby. Senna atomaria ingår i släktet sennor, och familjen ärtväxter. Inga underarter finns listade i Catalogue of Life.